# Frederick Augustus Muhlenberg

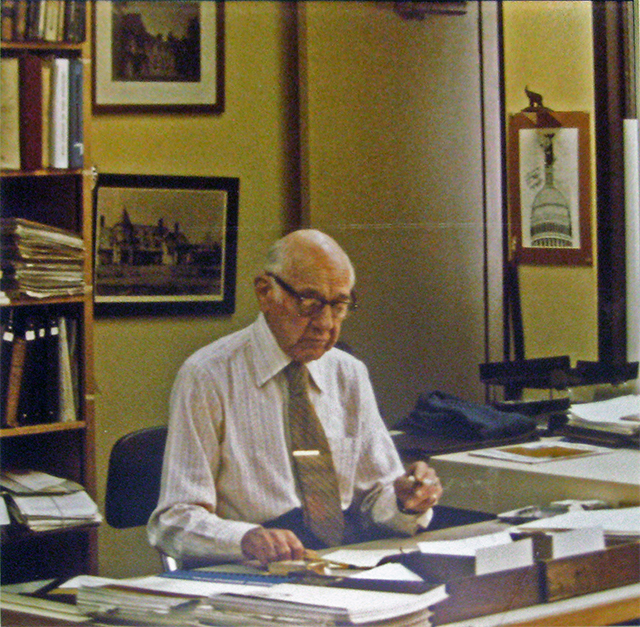
Frederick Augustus Muhlenberg (1974)

Frederick Augustus Muhlenberg (* 25. September 1887 in Reading, Pennsylvania; † 19. Januar 1980 ebenda) war ein US-amerikanischer Politiker. Zwischen 1947 und 1949 vertrat er den Bundesstaat Pennsylvania im US-Repräsentantenhaus.

## Werdegang
Frederick Muhlenberg entstammte einer in Pennsylvania bekannten Politikerfamilie. Einige seiner Vorfahren hatten in den frühen Jahren der amerikanischen Geschichte hohe Ämter auf Staats- und Bundesebene inne, darunter beispielsweise Frederick Muhlenberg. Er besuchte die öffentlichen Schulen seiner Heimat und danach bis 1908 das Gettysburg College. Anschließend studierte er bis 1912 an der University of Pennsylvania in Philadelphia. Während des Ersten Weltkrieges diente er zwischen 1917 und 1919 als Hauptmann in der US Army. Für seine militärischen Leistungen wurde er dem Distinguished Service Cross, dem Purple Heart, der Ehrenlegion und dem Croix de guerre ausgezeichnet. Seit 1920 arbeitete er in Reading als Architekt. Gleichzeitig schlug er als Mitglied der Republikanischen Partei eine politische Laufbahn ein. Zwischen 1934 und 1938 saß er im Gemeinderat von Reading; in den Jahren 1935 und 1936 war er Bezirksvorsitzender der Republikaner im Berks County. Zwischen 1940 und 1946, also auch während des Zweiten Weltkrieges, war er als Oberstleutnant und später Oberst für das Army Corps of Engineers im Einsatz. Dafür wurde er mit dem Orden Legion of Merit geehrt.
Bei den Kongresswahlen des Jahres 1946 wurde Muhlenberg im 13. Wahlbezirk von Pennsylvania in das US-Repräsentantenhaus in Washington, D.C. gewählt, wo er am 3. Januar 1947 die Nachfolge des Demokraten Daniel K. Hoch antrat. Da er im Jahr 1948 nicht bestätigt wurde, konnte er bis zum 3. Januar 1949 nur eine Legislaturperiode im Kongress absolvieren. Diese war von den Ereignissen des beginnenden Kalten Krieges geprägt.
Nach seiner Zeit im US-Repräsentantenhaus arbeitete Muhlenberg wieder als Architekt. Zwischen 1952 und 1963 war er Vorsitzender der staatlichen Kunstkommission von Pennsylvania (State Art Commission); von 1958 bis 1972 gehörte er der Bezirksplanungskommission an. Er starb am 19. Januar 1980 in Reading.